# Mölnbo
Mölnbo – miejscowość (tätort) w Szwecji, w regionie administracyjnym (län) Sztokholm (gmina Södertälje).
Miejscowość jest położona w prowincji historycznej Södermanland, na południowy zachód od Södertälje przy Västra stambanan i drodze krajowej nr 57 (Riksväg 57) z Järna do Katrineholmu. Mölnbo jest jedną ze stacji sztokholmskiego Pendeltågu (linia J37, Södertälje – Gnesta).
W 2010 roku Mölnbo liczyła 1052 mieszkańców.